# システケファルス
システケファルス (Cistecephalus) は、約2億4,900万 - 2億4,750万年前の古生代ペルム紀後期に繁栄した穴居性単弓類。単弓綱 - 獣弓目 - 異歯亜目 - ディキノドン下目に属する。

## 特徴
全長約35cmと、ネコより小さいサイズ。おそらく現代のモグラの様に地中で生活していたとされる。やや前の時代から生息していたディイクトドンに比べてより地下での生活に適応している。その身体はイタチの様に細長く、また頭骨は幅が広がると同時に前後に短く、楔形なっている。この結果、ディキノドン類としては珍しく眼窩は正面を向いていた。この頭蓋の変形は、穴を掘る時に頭蓋にかかる応力を分散するための適応であるとされる。前肢は頑丈で強力であった。おそらく地中で昆虫や他の無脊椎動物などを捕食していたと推定されている。

## 分布
ゴンドワナ大陸（現代の南アフリカ）のカルー盆地などに生息していた。この生物の化石が出土するペルム紀後期、タタール期前半の地層は、その名を取って「システケファルス帯」と呼ばれている。他には、ザンビアやインドなどから出土している。また、タンザニアからは近縁の属、 Kawingasaurus が発見されている。